# Parafia Najświętszej Maryi Panny Wspomożenia Wiernych w Czechowicach-Dziedzicach
Parafia Najświętszej Maryi Panny Wspomożenia Wiernych – parafia rzymskokatolicka znajdująca się w Czechowicach-Dziedzicach. Należy do dekanatu Czechowice-Dziedzice diecezji bielsko-żywieckiej.

## Historia
Obecny kościół parafialny wybudowano na terenie Dziedzic w latach 1882–1890 jako filialny parafii św. Katarzyny w Czechowicach. Mieszkańcy Dziedzic zabiegali w cieszyńskim Wikariacie Generalnym o utworzenie własnej, samodzielnej parafii, jednak przeciwni temu byli czechowiccy wójt i proboszcz. 23 maja 1899 do Dziedzic przybyła specjalna komisja, która wydała decyzję po myśli mieszkańców, choć zgoda uprawomocniła się dopiero w 1901. Pierwszym proboszczem został ks. Antoni Macoszek, który pełnił tę rolę do swej śmierci wskutek ran odniesionych podczas napadu rabunkowego na plebanię w Dziedzicach 3 stycznia 1911.

## Terytorium parafii
Do parafii należą wierni z Czechowic-Dziedzic (ulice: Asnyka, Astrów, Baczyńskiego, Baduszkowej, Cmentarna, Fałata, Fredry, Górna, Grabowiec, Hutnicza, Karłowicza, Kasprowicza, Kochanowskiego, Kolista, Kossaka, Księża Grobel, Legionów, Lenartowicza, Leśna, Łagodna, Łężna, Makuszyńskiego, Matejki, Miarki, Michałowicza, Młyńska, Morcinka, Narutowicza, Norwida, Ochodzka, Piasta, Pochyła, Polna, Reja, Renarda, Stalmacha, Staszica, Stawowa (z wyjątkiem nr 1, 5, 9, 13, 42, 44), Strażacka, Szkolna, Tetmajera, Waryńskiego, Wenecka, Węglowa, Wieniawskiego (z wyjątkiem nr 8), Wierzbowa, Wiślana, Wodna, Zachodnia, Zacisze, Zielona i Źródlana).

## Grupy parafialne
Na terenie parafii działa kilka grup parafialnych:
- Ministranci,
- Schola Dorosłych,
- Róże Różańcowe,
- Apostolstwo Dobrej Śmierci,
- Odnowa w Duchu Świętym,
- 60 minut „Wspomożenia”.